# 구키키타촌
구키키타촌(洞北村)은  1889년 4월 1일부터 1908년 2월 15일까지  후쿠오카현 온가군에 있던 촌이다. 현재의 기타큐슈시 와카마쓰구의 일부에 해당한다.